# LIV Festival Internacional de Cinema Fantàstic de Catalunya
La LIV edició del Sitges Festival Internacional de Cinema de Catalunya (abans, Festival Internacional de Cinema Fantàstic de Sitges) es va organitzar del 7 al 17 d'octubre de 2021 dirigida per Àngel Sala. El 5 d'agost es va fer pública la programació, que comprenia 269 pel·lícules. La pel·lícula d'inauguració fou Mona Lisa i la lluna de sang, d'Ana Lily Amirpour, la segona vegada que s'inaugura el festival amb una pel·lícula dirigida per una dona; també s'hi va estrenar Veneciafrenia, barreja de slash i giallo dirigida per Álex de la Iglesia. El pressupost del festival va superar els dos milions d'euros i va tenir 103.038 espectadors.
La gala fou presentada per Melina Matthews i Dafnis Balduz, en la que es va entregar el Gran Premi Honorífic a Belén Rueda. La pel·lícula de clausura fou The Green Knight de David Lowery. La gran triomfadora fou Lamb de Valdimar Jóhansson, premi a la millor pel·lícula i a la millor actriu.

## Pel·lícules projectades

### Secció oficial Fantàstic
- After Blue (Paradis sale) de Bertrand Mandico
- Coming home in the Dark de James Ashcroft
- Barbaque de Fabrice Éboué
- Belle de Mamoru Hosoda
- The Blazing World de Carlson Young
- Censor de Prano Bailey-Bond
- Xuanya Zhishang de Zhang Yimou
- Tides de Tim Fehlbaum
- The Deep House d'Alexandre Bustillo i Julien Maury
- Demonic de Neill Blomkamp
- Eight for Silver de Sean Ellis
- El páramo de David Casademunt
- L'execució de Lado Kvatania
- The Feast de Lee Haven-Jones
- Freaks Out de Gabriele Mainetti
- Here Before de Stacey Gregg
- In the Earth de Ben Wheatley
- Inexorable de Fabrice Du Welz
- De uskyldige d'Eskil Vogt
- Lamb de Valdimar Jóhansson
- Limbo de Soi Cheang
- Luzifer de Peter Brunner
- Mad God de Phil Tippett
- The Medium de Banjong Pisanthanakun
- Nitram de Justin Kurzel
- Offseason de Mickey Keating
- On és Anne Frank? d'Ari Folman
- Seance de Simon Barrett
- She Will de Charlotte Colbert
- Silent Night de Camille Griffin
- Son d'Ivan Kavanagh
- I onde dager de Tommy Wirkola
- Tres de Juanjo Giménez Peña
- Violation de Madeleine Sims-Fewer i Dusty Mancinelli
- Visitant d'Alberto Evangelio
- We Need to Do Something de Sean King O'Grady

### Sessions especials
- Antlers de Scott Cooper
- Earwig de Lucile Hadzihalilovic
- Halloween Kills de David Gordon Green
- Historias para no dormir de Rodrigo Cortés, Rodrigo Sorogoyen, Paco Plaza i Paula Ortiz Álvarez
- La abuela de Paco Plaza
- Last Night in Soho d'Edgar Wright
- Presoners de Ghostland de Sion Sono
- The Deer King: El rei cérvol de Masayuki Miyaji
- Titane de Julia Ducournau
- Veneciafrenia d'Álex de la Iglesia
- Werewolves Within de Josh Ruben
- Y todos arderán de David Hebrero

## Sitges Clàssics: La bèstia interior
- Nazareno Cruz y el lobo (1975) de Leonardo Favio
- El bosque del lobo (1970) de Pedro Olea
- El retorno del hombre lobo (1980) de Paul Naschy
- The Wolf Man (1941) de George Waggner
- Udols (1981) de Joe Dante
- Un home llop americà a Londres (1981) de John Landis
- La Bête (1975) de Walerian Borowczyk

## Jurat
El jurat oficial va estar format per Ali Abbasi (president), la cantant Alaska, Luna (María Lidón), Joaquín Reyes i Antonio Trashorras.

## Premis
Els premis d'aquesta edició foren:
| Categoria                                                               | Premiat                                            | Treball                               |
| ----------------------------------------------------------------------- | -------------------------------------------------- | ------------------------------------- |
| Premi a la millor pel·lícula                                            | Lamb                                               | Valdimar Jóhansson                    |
| Premi especial del jurat                                                | After Blue (Paradis sale)                          | Bertrand Mandico                      |
| Premi al millor director Patrocinat per Moritz                          | Justin Kurzel                                      | Nitram                                |
| Menció a la pel·lícula                                                  | De uskyldige                                       | Eskil Vogt                            |
| Menció a l'opera prima                                                  | The Blazing World                                  | Carlson Young                         |
| Menció a l'opera prima                                                  | L'execució                                         | Lado Kvatania                         |
| Millor actuació masculina Patrocinat per Vilamòbil                      | Caleb Landry Jones                                 | Nitram                                |
| Millor actuació masculina Patrocinat per Vilamòbil                      | Franz Rogowski                                     | Luzifer                               |
| Millor actuació femenina Patrocinat per So de Tardor                    | Noomi Rapace                                       | Lamb                                  |
| Millor actuació femenina Patrocinat per So de Tardor                    | Susanne Jensen                                     | Luzifer                               |
| Premi al millor guió                                                    | Camille Griffin                                    | Silent Night                          |
| Premi a la millor fotografia Patrocinat per Lavazza                     | Siu-Keung Cheng                                    | Limbo                                 |
| Premi a la millor banda sonora Patrocinat per Primavera Sound           | Daniele Luppi                                      | Mona Lisa i la lluna de sang          |
| Premi als millors efectes especials patrocinat per Kelontik i Antaviana | Phil Tippett                                       | Mad God                               |
| Premi Noves Visions Millor pel·lícula                                   | El apego                                           | Valentín Javier Diment                |
| Premi Noves Visions Menció a la pel·lícula                              | 2551.01                                            | Norbert Pfaffenbichler                |
| Premi Noves Visions Millor direcció                                     | Anita Rocha da Silveira                            | Medusa                                |
| Premi Noves Visions. Petit format                                       | Brutalia, Days of Labor                            | Manolis Mavris                        |
| Sitges Documenta Premi a la millor pel·lícula                           | Inferno Rosso. Joe d'Amato Sulla Via Dell'Ecccesso | Manlio Gomarasca i Massimiliano Zanin |
| Premi Blood Window                                                      | A Nuvem Rosa                                       | Iuli Gerbase                          |
| Premi de la Crítica José Luis Guarner                                   | After Blue (Paradis sale)                          | Bertrand Mandico                      |
| Premi de la Crítica José Luis Guarner                                   | Mad God                                            | Phil Tippett                          |
| Premi Ciutadà Kane a la direcció revelació                              | Valdimar Jóhansson                                 | Lamb                                  |
| Premi al millor Curtmetratge patrocinat per Fotogramas                  | Cristóbal León i Joaquín Cociña                    | Los huesos                            |
| Premi Méliès d'argent al millor llargmetratge                           | Tres                                               | Juanjo Jiménez                        |
| Premi Méliès d'argent al millor curtmetratge                            | T'es morte Hélène                                  | Michiel Blanchart                     |
| Premi Carnet Jove al millor llargmetratge fantàstic                     | Mona Lisa i la lluna de sang                       | Ana Lily Amirpour                     |
| Premi Carnet Jove a la millor pel·lícula Anima't                        | Cryptozoo                                          | Dash Shaw                             |
| Premi SGAE Nova Autoria Millor direcció                                 | Gonzalo Quincoces                                  | La caída del vencejo                  |
| Premi SGAE Nova Autoria Millor guió                                     | Nicolás Solé                                       | Goodnight Mr. Ted                     |
| Premi SGAE Nova Autoria Millor música original                          | Gonçal Perales                                     | Goodnight Mr. Ted                     |
| Premi Brigadoon Paul Naschy                                             | Unheimlich                                         | Fabio Colonna                         |
| Premi Brigadoon Menció Especial                                         | Viewers : 1                                        | Daigo Hariya i Yosuke Kobayashi       |
| Premi Maria Honorífica                                                  | Roque Baños                                        |                                       |
| Premi Nosferatu                                                         | Emilio Gutiérrez Caba                              |                                       |
| Gran Premi Honorífic                                                    | Belén Rueda Mamoru Hosoda Carlos Saura             |                                       |
| Premi Honorífic a tota una carrera                                      | Lucile Hadzihalilovic                              |                                       |
| Premi Màquina del Temps                                                 | Alice Krige                                        |                                       |
| Premi Màquina del Temps                                                 | Nick Antosca                                       | [ 11 ]                                |
| Premi Màquina del Temps                                                 | Neill Blomkamp                                     | [ 12 ]                                |